# Margelana
Margelana is een geslacht van vlinders van de familie Uilen (Noctuidae), uit de onderfamilie Hadeninae.

## Soorten
- M. discordans Boursin, 1940
- M. discrepans Staudinger, 1891
- M. flavidior Wagner, 1931
- M. pamirica Sukhareva, 1979
- M. versicolor Staudinger, 1888
- M. veternosa Püngeler, 1907